# Нижняя Туарма (Ульяновская область)
Нижняя Туарма — село в Вешкаймском районе Ульяновской области России. Входит в состав Каргинского сельского поселения.

## География
Село находится в северо-западной части Ульяновской области, в лесостепной зоне, в пределах Приволжской возвышенности, на берегах реки Барыш, вблизи места впадения в неё реки Туармы, на расстоянии примерно 15 километров (по прямой) к юго-юго-востоку (SSE) от Вешкаймы, административного центра района. Абсолютная высота — 153 метра над уровнем моря.
Климат
Климат характеризуется как умеренно континентальный, с тёплым летом и умеренно холодной зимой. Средняя температура воздуха самого тёплого месяца (июля) — 20,4 °C (абсолютный максимум — 38 °C); самого холодного (января) — −14 °C (абсолютный минимум — −48 °C). Среднегодовое количество атмосферных осадков составляет 395—521 мм. Снежный покров образуется в конце ноября и держится в течение 128 дней.
Часовой пояс
Село Нижняя Туарма, как и вся Ульяновская область, находится в часовой зоне МСК+1. Смещение применяемого времени относительно UTC составляет +4:00.

## Название
Основателями деревни были чуваши. В чувашском языке «ту» — гора, «вар» — долина, низменность. Отсюда Туварма (чув. Тăварăм) — долина между гор. Со временем буква «в» выпала из названия. Чуваши эмигрировали в Самарскую губернию, и там они основали село с таким же названием. Назван «Нижней» для отличия от Верхней Туармы.

## История
После завоевания Казанского ханства на месте села был стан, сменяя друг друга, в нём дежурили «сторожи» (пограничники) из русских служилых людей — дозор в 6 человек, которые присылались из города Алатырь. Пограничникам поручалось охранять участок длиной 5 вёрст «меж рекой Барыш и Сурского леса». Само же село было основано в 1672 году симбирским воеводой как деревня Нижняя Туварма, первыми жителями её стали служилые чуваши. В 1686 году служилых чувашей возглавлял Торобайка Костров, командир воинской сотни и одновременно староста поселения. В конце XVII — начале XVIII в. жители деревни были переселены, их дворы и земли пошли в раздачу дворянам как поместья, которые со временем переселили сюда русских крепостных крестьян.
В 1750 году часть ясачных чуваш переселились в Самарскую губернию, где основали новые деревни Нижняя Туарма и Туарма.
При создании Симбирского наместничества в 1780 году, деревня Нижняя Туварма, а ныне село Спаское Болгаковка, крещёных чуваш, помещиковых крестьян, из Синбирского уезда вошла в состав Карсунского уезда.
В 1811 году, на средства прихожан была построена новая деревянная церковь, с престолом — в честь Нерукотворенного образа Христа Спасителя. В её приход вошли также жители соседнего сельца Мухино. В 1863 году здесь открылась земская школа. 
В 1859 году село Нижняя Туарма, удельных крестьян, входило в 1-й стан Карсунского уезда Симбирской губернии.
К 1913 году здесь действовали церковь, школа и мельница удельного ведомства, имелась усадьба графини А. Ф. Толстой с мельницей. Село входило в состав Каргинской волости Карсунского уезда.
После установления советской власти в селе проходили мероприятия по ликвидации безграмотности, коллективизация, которая не обошлась без проявлений классового противоборства. В результате этого в 1930-1933-х были раскулачены 4 семьи здешних крестьян, был осужден местный священник. 
В 1931 году в селе Мухино был организован колхоз имени Чапаева, который в 1956 году переименован в колхоз ХХ партсъезд. C 1937 по 1958 годы в селе Нижняя Туарма работала Каргинская МТС. В 1959 году местный колхоз имени XX-го съезда КПСС вошёл в состав крупного каргинского колхоза имени С. М. Кирова на правах отделения. В марте 1991 года, в связи с решением поселить в село немецкие семьи, прибывающие из Средней Азии и Казахстана, из состава колхоза им. Кирова были выделены ресурсы, на основе которых образовали агрофирму «Фройндшафт» с центральной усадьбой в с. Нижняя Туарма. Новые собственники построили пилораму и пекарню, колбасный модуль и магазин с товарами повседневного спроса. Заработало производство, стала приобретаться новая техника и строиться жильё, действовал клуб. В 1996 году в селе побывала делегация из ФРГ, обсуждались пути дальнейшего развития агрофирмы. Но фирма через некоторое время всё же пришла в упадок и распалась, на её месте в июне 1998 года в селе был организован сельскохозяйственный производственный кооператив «Туарма». В 2005 году  СХПК «Туарма» ликвидирована.

## Население
| 2010 |
| ---- |
| 133  |

Национальный состав
Согласно результатам переписи 2002 года, в национальной структуре населения русские составляли 69 % из 280 чел.

## Достопримечательности
Памятник погибшим участникам ВОВ.